# Friederikenthal (Blekendorf)
Friederikenthal ist ein Ortsteil der Gemeinde Blekendorf im Kreis Plön in Schleswig-Holstein.

## Geschichte
Friederikenthal wurde im Jahre 1797 als Meierhof des Guts Futterkamp im Kirchspiel Blekendorf angelegt und hatte ein Areal von 273 Steuertonnen. Der Boden war ein guter Grandboden, die wenigen Wiesen waren von nur mittelmäßiger Art. Beim Hof befand sich ein kleiner Fischteich. Unmittelbar am Hofe lag eine Kate, welche die Wohnung des Vogts war. Das Wohnhaus war von Brandmauern und am Ende des vorigen Jahrhunderts erbaut worden. Die Siedlung von Friederikenthal feiert im Jahr 2021 ihr 70-jähriges Bestehen.

## Geografie und Wirtschaft
Friederikenthal liegt 1,8 km westlich von Blekendorf und besteht aus lediglich zwei sich kreuzenden Straßen, der Lindenallee und Im Wurth. Zur Gemeinde Blekendorf gehören unter anderem die Ortsteile Futterkamp, Sechendorf, Friederikenthal, Kaköhl, Rathlau, Sehlendorf sowie Nessendorf. In Blekendorf und seinen Ortsteilen leben zusammen ungefähr 1.700 Einwohner.
Durch die Nähe des 7,5 km nördlich gelegenen Sehlendorfer Strandes hat der Fremdenverkehr eine gewisse Bedeutung für Friederikenthal.

## Verkehr
Die Anbindung des Ortes erfolgt im Motorisierten Individualverkehr über die Bundesstraße 202 im Abschnitt zwischen Kiel und Oldenburg in Holstein, Abfahrt Schmiedendorf oder Blekendorf. Die Buslinie 314 führt von Grimmelsberg – Friederikenthal – Kaköhl / Hohwacht – Blekendorf Schule – Lütjenburg u. zurück.

## Religion
Friederikenthal gehört zusammen mit Blekendorf, Futterkamp, Sechendorf, Sehlendorf, Kaköhl, Friedrichsleben und Rathlau zur ev.-Luth. Kirchengemeinde Blekendorf, die seit dem 13. Jahrhundert das kirchliche Zentrum für die umliegenden Dörfer ist.